# Сироїжка бездоганна
Сироїжка бездоганна (Russula integra (L.)  Fr.) — їстівний гриб з родини сироїжкових — Russulaceae.

## Будова
Шапка 6-12(14) см у діаметрі, щільном'ясиста, опукло-, плоско- або увігнуторозпростерта, з тупим, рівним або опущеним, часто хвилястим, гладеньким, з часом короткорубчастим краєм, лілувато-пурпурова, коричнювато- або чорнувато-пурпурова, з оливковим чи рудуватим відтінком, у центрі часом світліша, іноді темніша, гола, клейка. Шкірка знімається. Пластинки широкі, товсті, білі, кремові, з часом вохряна-жовті. Спорова маса вохряна-жовта. Спори 9-12 Х 8-10 мкм, бородавчасто-шипасті. Ніжка 4-6(10) Х 1,2-2,3 см, біла, щільна, пізніше нещільна. М'якуш щільний, солодкий, білий, без особливого запаху.

## Поширення та середовище існування
В Україні поширена на Поліссі та в Лісостепу. Росте у хвойних (соснових) та листяних лісах; у липні — жовтні.

## Практичне використання
Добрий їстівний гриб. Використовують свіжим та засолюють.